# Arachnothera
Genre
Le genre Arachnothera regroupe treize espèces d'oiseaux appartenant à la famille des Nectariniidae. Arachnothère est le nom français que la nomenclature aviaire en langue française (mise à jour) a donné à ces espèces d'oiseaux.
Le genre regroupe des oiseaux appartenant à une famille qui comprend notamment des souimangas. 
Leur nom latin indique partiellement leur comportement alimentaire : « chasseur d'araignées », ils mangent certes des arachnides mais ils sont surtout insectivores et ils boivent aussi du nectar. 
Ils vivent dans les zones forestières d'Asie tropicale du Sud-Est. Le nid est en forme de coupe. 
Ils peuvent mesurer de 15 à 20 cm de long et ont un bec très long et courbe. Contrairement aux autres membres de la famille des Nectariniidae, il n'y a pas de dimorphisme sexuel et ces oiseaux portent un plumage assez terne composé de brun, de gris, de jaunâtre et d'olive.

## Liste des espèces
D'après la classification de référence (version 2.10, 2011) du Congrès ornithologique international (par ordre phylogénique) :
- Arachnothera longirostra – Petit Arachnothère
- Arachnothera flammifera – Arachnothère flammé
- Arachnothera dilutior – Arachnothère pâle
- Arachnothera crassirostris – Arachnothère à bec épais
- Arachnothera robusta – Arachnothère à long bec
- Arachnothera flavigaster – Arachnothère à lunettes
- Arachnothera chrysogenys – Arachnothère à joues jaunes
- Arachnothera clarae – Arachnothère à face nue
- Arachnothera modesta – Arachnothère modeste
- Arachnothera affinis – Arachnothère à poitrine grise
- Arachnothera everetti – Arachnothère d'Everett
- Arachnothera magna – Grand Arachnothère
- Arachnothera juliae – Arachnothère de Whitehead